# 八坂神社 (松戸市金ヶ作)
八坂神社（やさかじんじゃ）は、千葉県松戸市金ヶ作32に鎮座する神社。全国に存在する八坂神社のうちの一つ。

## 祭神
- 素戔嗚尊（スサノオノミコト）[1]。

## 由緒
金ヶ作陣屋の設置と同時期に江戸などから陣屋の門前に移住した人々が創建した。
境内の由緒書きによれば江戸時代末期の安政元年（1854年）に氏神様として牛頭天王を祀ったとされるが、境内には貞享元年（1684年）の観音巡りの記念碑があることから江戸時代前期に建てられたと見られ、金ヶ作村の成立以前からあったと考えられる。
明治になって村社に列格し、社名が八坂神社に変更された。

## 境内

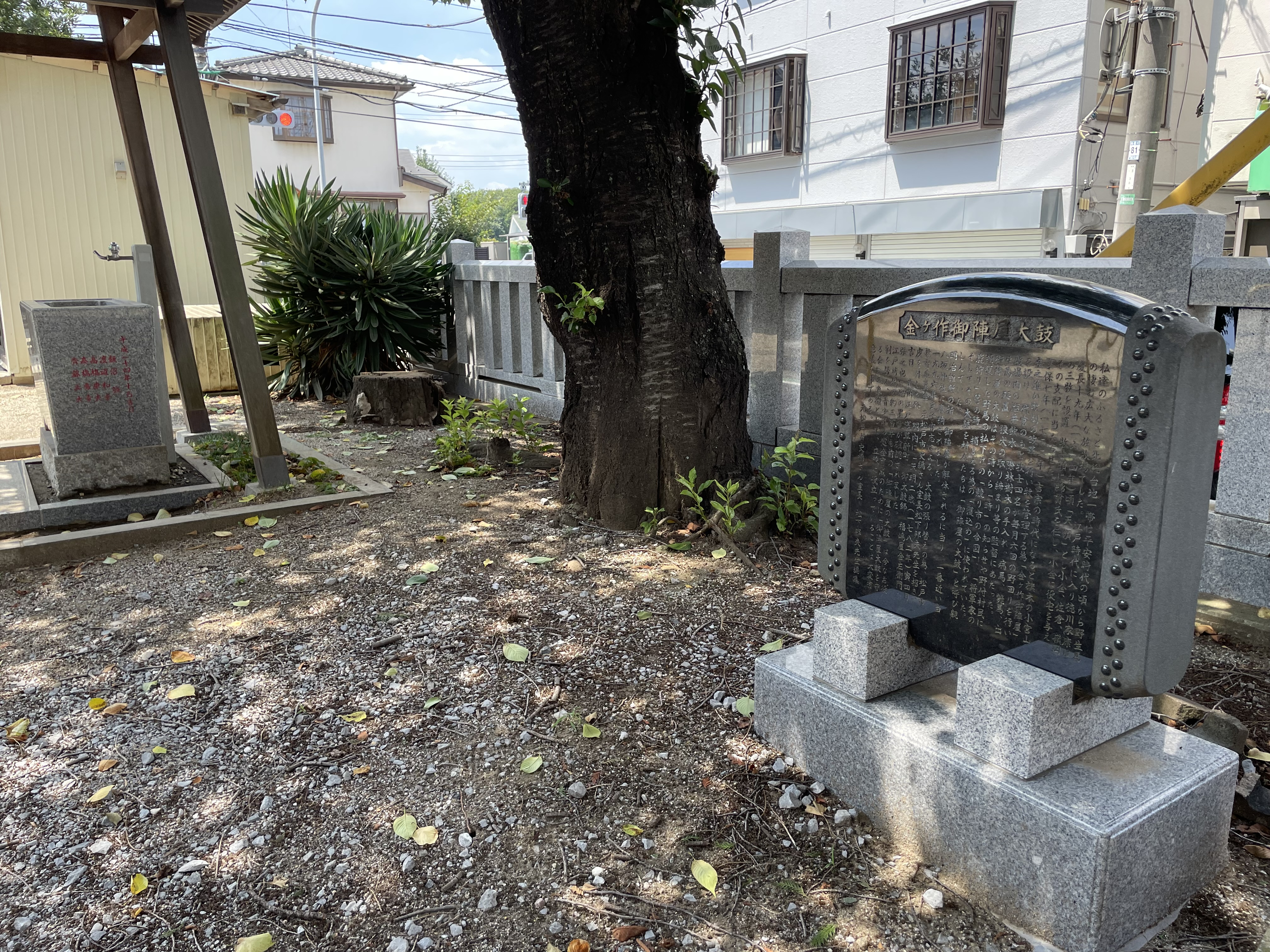
金ヶ作御陣屋太鼓の記念碑
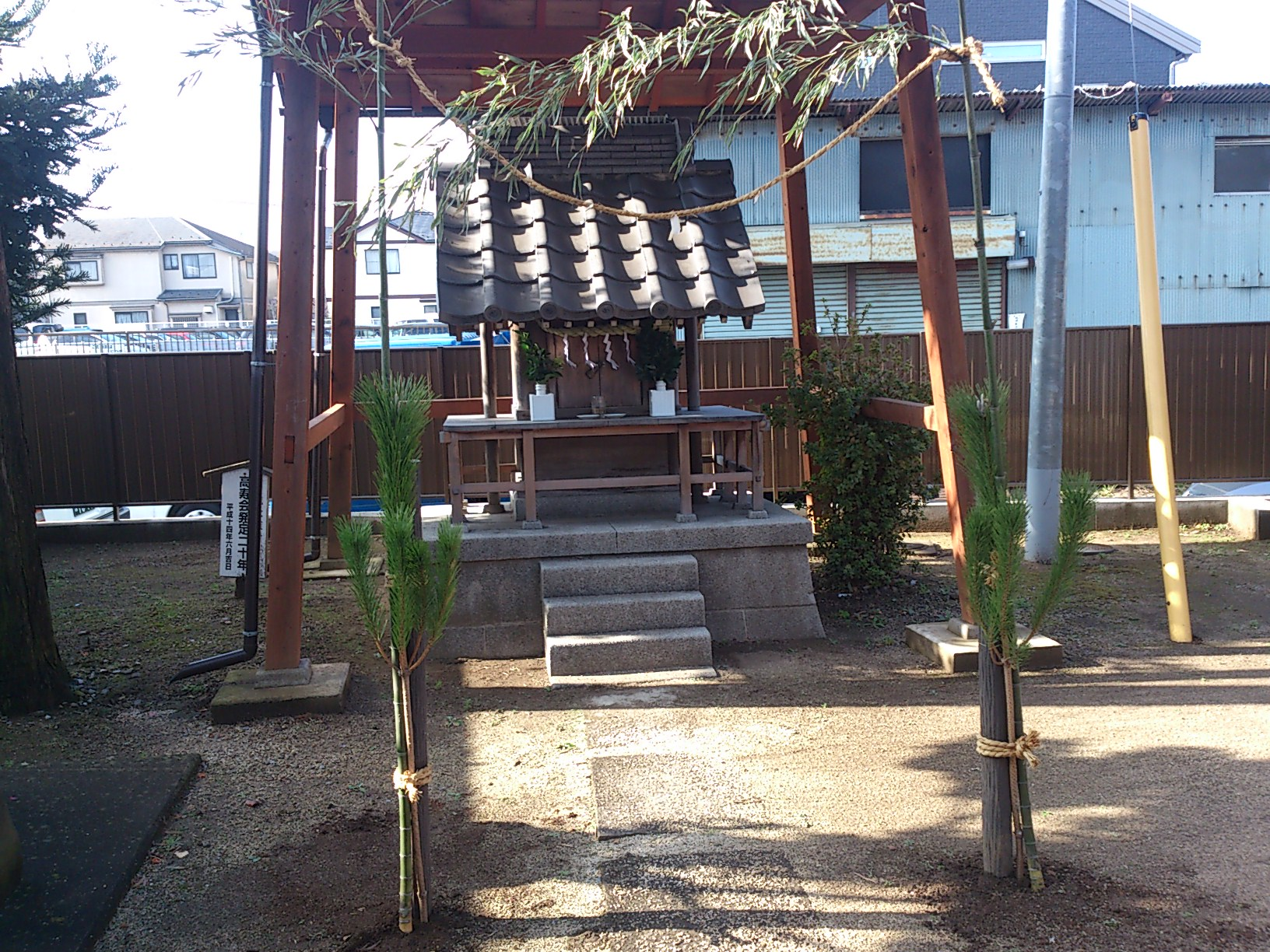
末社
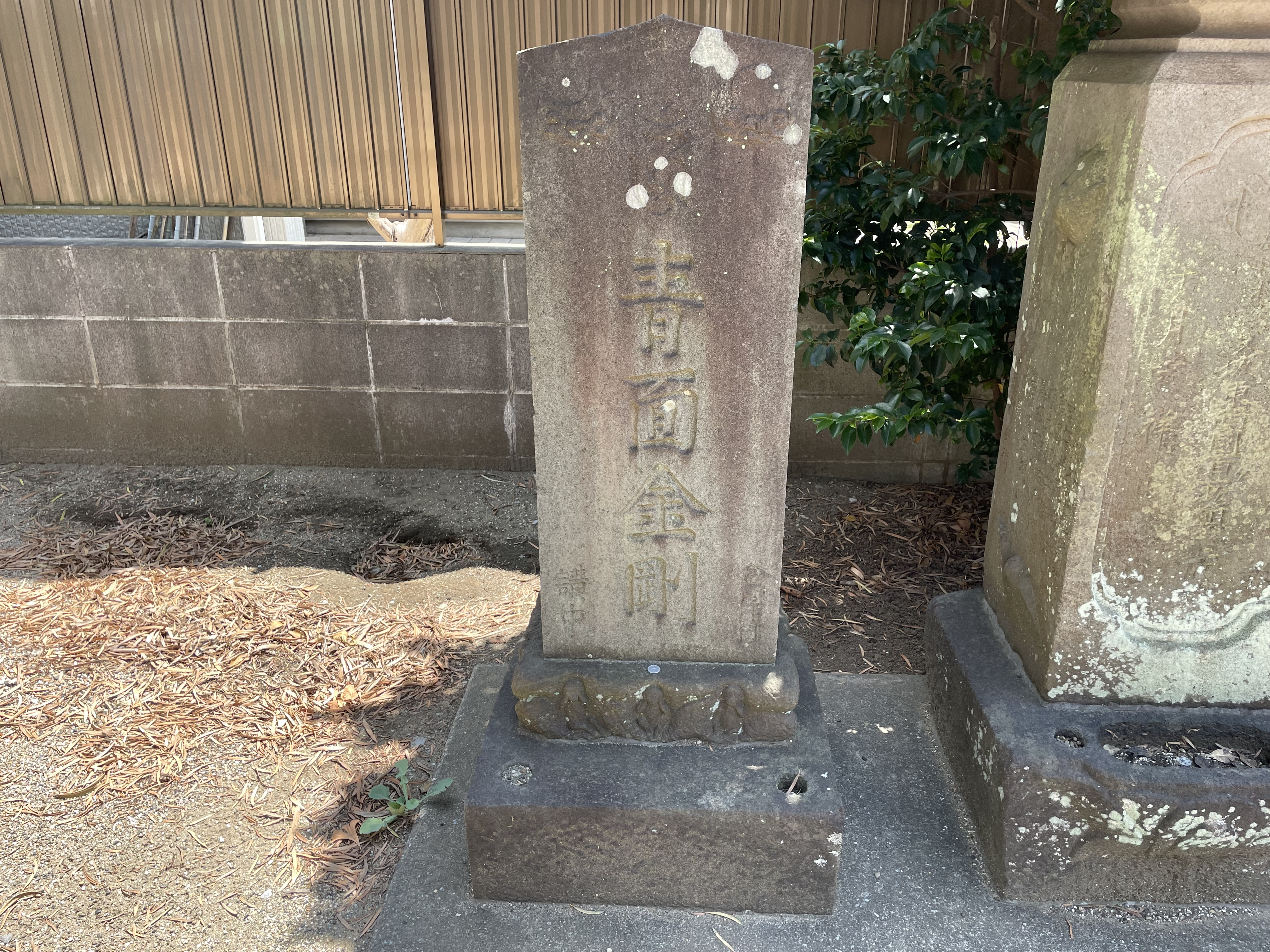
元は門前通りの突き当りの一角にあった四方石。旅人の道しるべであった[4]。

## 所在地
- 千葉県松戸市金ヶ作32番地

## 交通アクセス
- 京成松戸線の八柱駅または東日本旅客鉄道（JR東日本）武蔵野線の新八柱駅から徒歩4分。